# Spřežka (složené slovo)
Spřežka (juxtapozitum), složenina, je složené slovo utvořené spřahováním (juxtapozicí) – prostým spojením dvou nebo více slov v nezměněné podobě.

## Skládání slov
Skládání slov je způsob tvoření slov, při kterém se vychází ze dvou nebo více slov. Spojení slov bývá signalizováno morfologicky, obvykle vypuštěním koncovky první složky a použitím spojovacího prvku, např. (ropa + vodit → rop-o-vod → ropovod); při spřahování však k žádné morfologické změně nedochází (země + třesení → země-třesení → zemětřesení).

## Slovní spřežky v češtině
Pomocí spřahování se v češtině vytvářejí podstatná jména (světadíl, pánbůh, sebeobrana), přídavná jména (všehoschopný, dlouhohrající, okohybný, bojechtivý), slovesa (blahopřát, spolupracovat), číslovky (jedenapůlkrát), příslovce (bohudík), spojky (anebo). Na hranici mezi skládáním a odvozováním slov jsou příslovečné spřežky, která se zakládají na spojení plnovýznamového (autosémantického) slova se slovem neplnovýznamovým (synsémantickým).